# American National Standards Institute
Le jeu de caractères Windows-1252 est appelé par erreur « ANSI »
Cet article possède un paronyme, voir ANSSI.
L’American National Standards Institute (ANSI, litt. « Institut national de normalisation américain ») est un organisme privé à but non lucratif qui supervise le développement de normes pour les produits, les services, les procédés, les systèmes et les employés des États-Unis. Ces normes sont proposées à partir d’une démarche volontaire et consensuelle. L’organisation coordonne également la définition des normes américaines avec les normes internationales afin que les produits américains puissent être utilisés à l’étranger. Par exemple, la normalisation garantit que les possesseurs d’appareil-photo trouveront des pellicules adaptées partout dans le monde.
L’ANSI est le représentant des États-Unis à l’ISO (Organisation internationale de normalisation). Il valide des normes développées par les représentants des organisations normalisantes telles qu’organismes gouvernementaux, associations de consommateurs, sociétés et autres. Ces normes garantissent que les caractéristiques et les performances des produits sont cohérentes, que chacun utilise les mêmes termes et définitions et que les produits sont testés partout de la même façon. L’ANSI accrédite également les organismes qui délivrent des certifications sur les normes internationales pour des produits ou des personnes.
Le quartier général de l’organisation se trouve à Washington, alors que le bureau des opérations est situé à New York.
En France, l’ANSI est connu par les normes qui ont franchi l’Atlantique. On lui doit par exemple l’ASCII, le SCSI, l’ATA et la normalisation du langage C.

## Historique
L’ANSI a été créée en 1918 par cinq sociétés d’ingénierie et trois organismes gouvernementaux qui ont fondé la American Engineering Standards Committee (AESC). L’AESC devint l’American Standards Association (ASA) en 1928. En 1966, l’ASA fut réorganisée pour devenir la United States of America Standards Institute (USASI). Le nom actuel (ANSI) a été adopté en 1969.

## Participants
Les membres de l’ANSI sont des agences gouvernementales, des corporations, des organisations académiques ou internationales ou des individus. Au total, l’Institut représente les intérêts de plus de 125 000 sociétés et 3,5 millions de professionnels.

## La démarche
Bien que l’ANSI lui-même ne développe pas de norme, l’Institut facilite la normalisation nord-américaine, connue comme ANS (American National Standards), en validant les procédures des organisations qui développent de nouvelles normes. L’accréditation ANSI signifie que les procédures utilisées par les organisations normalisantes se conforment aux exigences de l’institut en matière d’ouverture, d’équité, de consensus et de procédé.
Des normes adoptées par consensus volontaire sont acceptées plus rapidement par le marché et indiquent clairement comment améliorer la sûreté de ces produits pour la protection des consommateurs. Il existe environ 10 500 normes américaines qui portent la certification ANSI.
Les étapes de normalisation de l’American National Standards sont :
- recueillir le consensus d’un groupe ouvert à tous les représentants des tiers intéressés ;
- large diffusion auprès du public pour validation et commentaires des versions préliminaires ;
- prise en compte et réponse aux commentaires ;
- incorporation, dans une version révisée, des modifications demandées lorsqu’elles participent au consensus ;
- possibilité pour chaque participant de faire appel si ces principes n’ont pas été respectés pendant la phase d’élaboration.

L'ANSI ne dispose pas toujours des standards qu'elle a pu émettre ; par exemple il est possible que l'ANSI n'ait plus accès au standard X3.4-1967.

## Participation aux activités internationales de normalisation
En plus de faciliter la spécification de normes aux États-Unis, l’ANSI fait la promotion à l’étranger des normes américaines, défend la ligne d’action et les choix techniques, dans les comités internationaux comme sur le continent américain, et encourage l’adoption des normes internationales lorsqu’elles sont appropriées. 
L’Institut est le représentant officiel des États-Unis pour deux organisations majeures par le biais du Comité National U.S (U.S. National Committee ou USNC). Ces deux organisations sont : l’Organisation internationale de normalisation (ISO) et la Commission électrotechnique internationale (IEC). L’ANSI participe à la plupart des programmes techniques à la fois de l’ISO et de l’IEC et dirige de nombreux comités et groupes de travail. Dans de nombreux cas, les normes américaines sont apportées à l’ISO et à l’IEC, au travers de l’ANSI ou de l’USNC, où elles sont adoptées en tout ou partie comme normes internationales.

## Exemple de normalisations réalisées sous la direction de l’ANSI
L’Institut administre quatre groupes de normalisation :
- le Healthcare Information Technology Standards Panel[4] s’occupe des technologies informatiques relatives à la santé et à la médecine ;
- le ANSI Homeland Security Standards Panel[5] a pour mission d’identifier, de créer et d’accélérer l’adoption des normes concernant la sécurité nationale ;
- le ANSI Nanotechnology Standards Panel[6] coordonne les activités de normalisation dans le domaine des nanotechnologies ;
- le Identity Theft Prevention and Identity Management Standards Panel[7], promulgue les normes et recommandations qui aideront le secteur privé, le gouvernement et les consommateurs à minimiser le vol et les fraudes liés à l’usurpation d’identité.

Chacun de ces comités travaille à identifier, coordonner et harmoniser les normes liées à leurs domaines.
L’American National Standards a contribué à :
- l’ASA (American Standards Association) dont le système d’exposition pour la photographie devint les bases de la norme ISO pour la sensibilité ISO, utilisée mondialement pour les pellicules ;
- l’Art ASCII qui est coloré ou animé par les codes de contrôles de terminal ANSI (code X3.64) ;
- la normalisation du langage de programmation C dont la version C ANSI est largement répandue.